# Mas al costat de l'església de Santa Maria de l'Om
Mas al costat de l'església de Santa Maria de l'Om és una masia del municipi de Masarac (Alt Empordà) inclosa en l'Inventari del Patrimoni Arquitectònic de Catalunya.

## Descripció
Situada a llevant del nucli urbà de la població de Masarac, al veïnat del Priorat. La construcció està adossada al mur de migdia de l'església de Santa Maria de l'Om.
Gran masia de planta en forma d'U, formada per diversos cossos adossats disposats al voltant d'una zona de pati quadrada. Presenten les cobertes d'una i dues vessants de teula i estan distribuïts en planta baixa i pis, o bé dues plantes. L'edifici situat a llevant presenta, a la façana principal, un portal d'accés a l'interior d'arc de mig punt bastit en pedra. Al pis hi ha dues finestres rectangulars emmarcades amb carreus de pedra, llindes planes i ampits motllurats. A l'extrem de migdia del parament hi ha una estructura de planta quadrada i coberta d'un sol vessant, possiblement corresponent al forn. La part de migdia del conjunt està formada per dos grans cossos adossats, el de llevant amb una terrassa al nivell del pis sostinguda per una volta rebaixada, oberta als laterals mitjançant dos arcs reformats i actualment tancats amb vidrieres. La façana presenta a la planta baixa una volta rebaixada que dona accés directe al pati interior. Les obertures de la primera planta són rectangulars, dues bastides amb maons i la resta reformades. Al pis superior, les finestres són petites i presenten bigues de fusta restituïdes a manera de llindes. Cal destacar la cantonada sud-est, donat que presenta carreus de pedra ben desbastats disposats regularment. Probablement corresponguin a les restes del priorat. De l'altre edifici destaca la terrassa, ubicada al nivell del pis, i delimitada per una barana d'obra decorada. El parament de migdia de l'edifici està arrebossat i pintat. De les construccions que tanquen el conjunt per la banda de ponent, cal destacar la façana orientada al pati interior. Les obertures són majoritàriament rectangulars i es troben emmarcades en pedra, amb les llindes planes. A la planta baixa hi ha un gran arc de mig punt bastit en pedra, a través del qual s'accedeix a l'interior de l'edifici.
La construcció està bastida amb pedra desbastada de diverses mides, lligada amb morter.

## Història
Tot indica que aquest edifici es correspon amb les antigues dependències monacals del priorat de Santa Maria de l'Om, posteriorment convertides en masia.
El priorat s'aixeca en un indret ja habitat en època romana. Santa Maria de l'Om és una de les esglésies que passaren a dependre el 1093 de l'abadia de Vilabertran. La fundació del priorat canonical augustinià sembla que es produí vers el 1139. Hi ha constància de la presència de priors de l'Om des del 1142 fins a mitjan segle xv, en que s'extingí la comunitat.
El 1314 consta que només residien a l'Om quatre clergues regulars amb el seu prior. El priorat fou definitivament suprimit el 1592 pel papa Climent VII, al mateix temps de la secularització de Vilabertran.